# 고영준 (가수)
고영준(1958년 ~ )은 대한민국의 가수이다. 1977년에 <너만을>로 데뷔했다. 대표곡으로는 <정에 약한 남자> <눈물젖은 빵>과 <남자의 길> 등이 있다. 1980년에 잠깐 고형(高亨)이라는 예명을 사용하기도 했다. 1987년에는 작곡가이자 가수인 장세용과 친동생인 고영민과 함께 남성트리오 <일출봉>으로도 활동, 2장의 앨범을 내기도 했다. 종교는 천주교이며, 세례명 바오로이다. 2010년 3월 20일에 신곡 '나 믿고'를 발표했다.

## 가족 관계
아내와 1남 1녀를 두고 있으며 아버지는 가수 고복수 어머니 역시 가수 황금심이다. 동생 고병준(본명:고흥선)은 음악 감독이다. 고병준은 2005년 1월 1일 타이에서 쓰나미로 인해 향년 43세로 사망했다.

## 앨범 정보
- 고영준             2010년      <나 믿고>
- 고영준             2006년 12월 <눈물 젖은 빵>
- 고영준             2000년 3월 <말해봐>
- 고영준             1997년 4월 <애시당초> <툭 터놓고>
- 고영준             1995년 3월 <톡 쏘는 남자> <내 인생 일기장>
- 고영준             1991년 9월 <사랑의 사슬> <남자도 운다>
- 고영준             1990년 2월 <정에 약한 남자> <내 인생 일기장>
- 일출봉(남성트리오) 1988년 4월 <꽃과 벌> <갈망>
- 일출봉(남성트리오) 1987년 11월 <참회의 눈물> <당신밖에 몰랐어오>
- 고형(예명)         1980년 5월 <어머님의 영광> <강 언덕>
- 고영준             1977년 2월 <너만을> <그대 마음 모르겠어>

## 방송 출연
- 1991년 5월 5일 KBS 퀴즈탐험 신비의 세계